# Запань Бобровниково
Запа́нь Бобро́вниково (рос. Запань Бобровниково) — присілок у складі Великоустюзького району Вологодської області, Росія. Входить до складу Юдинського сільського поселення.

## Населення
Населення — 40 осіб (2010; 29 у 2002).
Національний склад (станом на 2002 рік):
- росіяни — 100 %